# Jiaoran
Pour les articles homonymes, voir Jiaoran.
Jiaoran (chinois : 皎然 ; chinois traditionnel : 皎然 ; pinyin : Jiǎorán ; Wade : Chiao-jan), nom séculier Xie, nom de courtoisie Qingzhou (清昼), est un célèbre moine-poète de la dynastie Tang. Originaire de la ville de Huzhou, Zhejiang, il a une grande maîtrise de la littérature et du bouddhisme et il est l’un des plus importants critiques littéraires des Tang p. 1306. Il a aussi une grande connaissance en thé dont il est amateur.
Il fait partie des trois grands poètes-moines de cette période avec Guanxiu (832–912) et Qiji (863–937).

## Biographie
Jiaoran naît en 730 dans le district de Wuxing de la ville de Huzhou, province du Zhejiang. Il est le douzième arrière-petit-fils du renommé politicien Xie An (320-385) et le dixième arrière-petit-fils du célèbre poète réaliste de la poésie de paysage de la dynastie Song du Sud, Xie Lingyun (385-433) à qui il voue beaucoup d'admiration. Dans sa jeunesse, il se présente plusieurs fois à l’examen impérial de jinshi sans succès. Il dilapide toute sa fortune pour obtenir un poste officiel mais en vain. Il se tourne alors vers le bouddhisme Chan. Pendant la révolte d'An Lushan (755–763), il vit en retrait et étudie le taoïsme. Avant de devenir moine, Jiaoran est déjà célèbre pour sa poésie : « Partout où il allait, il était respecté à la capitale, admiré dans les préfectures ». Au Zhejiang éclate la révolte de Yuan Chao (762-763) de grande ampleur, cette révolte crée du désordre et tout le territoire du Zhejiang subit de grands dommages. Jiaoran décide d’entrer dans la porte du Bouddha, mais il ne se convertit pas immédiatement.
Ce n'est qu'en 767 qu'il reçoit l’ordination monastique à Hangzhou. Il se retire comme abbé au monastère Miaoxi du mont Zhu (Zhushan) (actuellement Miaoxi, Huzhou) pour pratiquer le bouddhisme.
Il est l’ami intime de Lu Yu (陆羽) qu'il fréquente pendant des décennies. Il échange aussi des poèmes et entretient des relations amicales avec, entre autres, les auteurs Lingche, Gu Kuang, Li Jiayou, Huangfu Zeng, ainsi qu'avec avec le calligraphe et général militaire Yan Zhenqing. Il a aussi une grande connaissance en thé dont il est amateur. Le poète Lu Yu codifie les étapes de l’infusion du thé, les ustensiles, etc., mais Jiaoran propose la notion de « voie du thé » : « Une tasse dissipe la torpeur, l’esprit devient clair et emplit le monde ; une deuxième tasse purifie mon esprit, soudain comme une pluie volante qui balaie la poussière légère ; trois tasses et j’atteins la Voie, nul besoin de se tourmenter à briser les soucis. ». Par la suite, il s’installe au monastère Xilin du mont Lushan où il écrit des poèmes, des traités et analyses poétiques. Pendant sa pratique, il ne s’occupe pas des affaires mondaines, étudie avec assiduité la poésie, devient le chef du cercle poétique de Huzhou, aide Yan Zhenqing à compiler le livre de rimes Yunhai Jingyua (韵海镜源) (Miroir et source de l’océan des rimes), écrit Shishi (诗式) (Formes poétiques) pour discuter de poésie. La renommée de Jiaron continue de grandir.
La rencontre entre poésie et bouddhisme Chan commence avec Wang Wei, mais atteint sa maturité avec Jiaoran. Considéré par certains comme « l’ancêtre de la culture du thé et de la voie du thé en Chine », Jiaoran est souvent surnommé le « moine du thé ». Il écrit 470 poèmes, et il possède une profonde maîtrise dans de nombreux domaines tels que la littérature, le bouddhisme et la science du thé et il est considéré comme un maître de son temps.

## Œuvres
Liste non exhaustive de ses œuvres, incluant des traités, des analyses, des poèmes, etc. Ordre alphabétique.
- Haonouzi (号呶子) Le Maître Haonau.
- Neidian leiju (内典类聚) Anthologie classée des textes bouddhiques .
- Shiyi (诗议), Discussions sur la poésie .
- Chu Shan Ji (儲山集), Recueil de Chushan : 10 volumes, recueil de ses poèmes et écrits composés durant sa retraite à la montagne Chu.
- Jiaoran ji (皎然集), Œuvres de Jiaoran, anthologie en dix volumes. Inclut des poèmes, traités et essais sur la poésie.
- Rushi jiaoyou zhuan (儒释交游传) Biographies des échanges entre confucéens et bouddhistes
- Shilun (诗论). Traité sur la poésie.
- Shiping (诗评), Critique de poésie, trois volumes.
- Shishi (诗式) (Formes poétiques) : théorie poétique, cinq volumes. Une des œuvres de théorie poétique les plus précieuses de l’époque. Toutefois, l’attribution à Jiaoran est sujette à controverse7 7[8].
- Zhushan ji (杼山集), Recueil de Zhushan : anthologie en dix volumes. Inclut poème, essais littéraires écrits à Zhushan.
- Etc.

## Poésie
« À ses yeux, le monde spirituel s’apparente au monde poétique, et la quête du moine comme celle du poète sont de même nature. » p. 1306.
Les poèmes de Jiaoran sont pour la plupart des textes d’adieux, de réponses, de paysages et de voyages, et une partie d’entre eux promeuvent la pensée bouddhique de détachement du monde. Sa poésie est pure, élégante et sereine, le ton est détendu et agréable, la langue simple et sobre.

Dans Poésie complète de la dynastie Tang (全唐诗), les 470 poèmes de Jiaoran sont répertoriés des volumes 815 à 821.

### Poème

#### Cherchant Lu Hongjian en vain(寻陆鸿渐不遇)
| Chinois 移家虽带郭， 野径入桑麻。 近种篱边菊， 秋来未著花。 | Traduction libre Déménagé bien que proche de la ville, Il faut suivre un sentier sauvade bordé de chanvres et de mûriers. Près de la clôture, des chrysanthèmes sont plantés, Mais l’automne est là, et les fleurs n’ont pas encore écloses. |
| 扣门无犬吠， 欲去问西家③。 报道山中去， 归时每日斜。        | Je frappe à la porte, aucun chien n’aboie, Avant de partir, je demande au voisin de l’ouest. Il me dit qu’il est parti à la montagne, Et que chaque jour il rentre au coucher du soleil.                                                     |